# Tyszki-Wądołowo
Tyszki-Wądołowo je vesnice v severovýchodní části Polska v okrese Kolno Podleského vojvodství. Leží 120 km severovýchodně od Varšavy, v historickém Mazovsku.
Vlastní vesnice Tyszki-Wądołowo čítá 84 obyvatel.
První zmínka o lokalitě pochází z 15. století.